# Прапор Одинцово
Міське поселення Одинцово, центр Одинцовського району Московської області РФ має власну символіку: герб та прапор. Сучасна версія міської символіки ухвалена 25 листопада 2009 року.

## Опис
Прямокутне блакитне полотно з білою каймою в 1/10 полотна та зеленою смугою вздовж нижнього краю кайми в 1/6 ширини полотна, посеред прапора зображений 

## Обґрунтування символіки
Прапор розроблено на основі герба міського поселення Одинцово, який розроблено на основі герба Одинцовського муніципального району та символізує нероздільність двох муніципальних утворень. В основі прапора мовою символів та алегорій відображена історія міста та району, як одного з чудових місць відпочинку в Підмосков'ї. Срібний олень, що лежить із золотим вінком, що озирається на пройдений шлях символізує спокій та відпочинок. Зелена земля і золотий вінок із квітів показують природні багатства Одинцовської землі, пагорб відображає рельєф околиць. Зелений колір також символізує здоров'я.  Блакитний колір поля герба -- символ краси, бездоганності, високих устремлінь, доброчинності, символ чистого неба. Срібло символізує чистоту, мудрість, благородство, досконалість, мир. Золото -- символ багатства, стабільності, поваги, інтелекту.